# Stichaeopsis
Stichaeopsis és un gènere de peixos de la família dels estiquèids i de l'ordre dels perciformes.

## Distribució geogràfica
Es troba al Pacífic nord-occidental: des del Japó (les prefectures de Toyama i d'Aomori) fins al nord del mar del Japó, el sud de les illes Kurils, el nord de Sakhalín, l'estret de Tatària i el mar d'Okhotsk.

## Taxonomia
- Stichaeopsis epallax (Jordan & Snyder, 1902)[14]
- Stichaeopsis nana (Kner, 1870)[2]
- Stichaeopsis nevelskoi (Schmidt, 1904)[15][16][17][18][19][20][21][22][23][24]